# گالاچیپا اپازیلا
گالاچیپا اپازیلا (به لاتین: Galachipa Upazila) یک منطقهٔ مسکونی در بنگلادش است که در ناحیه پتوکالی واقع شده‌است. گالاچیپا اپازیلا ۹۲۵٫۰۸ کیلومتر مربع مساحت و ۲۸۶٬۳۰۷ نفر جمعیت دارد.